# Myf Warhurst
Myfanwy "Myf" Warhurst (født 29. maj 1974) er en australsk radio - og tv-personlighed, der bor i Melbourne, kendt for hendes arbejde på Triple J og på ABC Televisions musikquizshow Spicks and Specks. Før hendes karriere som radiospeaker og tv-personlighed var hun chefredaktør for avisen Inpress.
Hun har også lagt stemme til tante Trixie og Indys mor i den australske tegnefilmserie Bluey.